# Battle Hymns
Battle Hymns (englisch für Schlachthymnen) ist das Debütalbum der US-amerikanischen True-Metal-Band Manowar.

## Entstehung
Nach einer Demoaufnahme mit den Liedern Shell Shock und Battle Hymn gelang es Manowar, einen Plattenvertrag bei einem Unterlabel von EMI zu unterschreiben.
Die Band konnte Oscarpreisträger Orson Welles dafür gewinnen, Teile des Liedes Dark Avenger zu sprechen. Welles wirkte ebenfalls bei der Manowar-Single Defender mit, die auf dem späteren Album Fighting the World neu aufgelegt wurde.

## Titelliste
1. Death Tone (Ross the Boss, Joey DeMaio) – 4:50
2. Metal Daze (DeMaio) – 4:20
3. Fast Taker (Ross the Boss, DeMaio) – 3:56
4. Shell Shock (Ross the Boss, DeMaio) – 4:09
5. Manowar (Ross the Boss, DeMaio) – 3:38
6. Dark Avenger (Ross the Boss, DeMaio) – 6:24
7. William’s Tale (DeMaio, Gioachino Rossini) – 1:54
8. Battle Hymn (Ross the Boss, DeMaio) – 6:56

## Rezeption
Auch wenn das Debütalbum bei den Fans der Band einen hohen Kultstatus genießt, ist Battle Hymns das bis heute untypischste Manowar-Album. Im Vergleich zu späteren Alben sind Lieder wie Death Tone, Fast Taker oder die Bandhymne Manowar melodisch stark vom Rock geprägt. Darüber hinaus werden in einigen Texten aktuelle, weltliche Themen wie Arbeitslosigkeit, Aufbegehren gegen das Elternhaus oder der Vietnamkrieg behandelt. Auf der anderen Seite zeigen die Titel Dark Avenger und Battle Hymn schon viel von dem, was auf späteren Alben der Band zu ihrem Stilmerkmal werden sollte: Lieder mit Hymnencharakter und relativ langer Spieldauer, die textlich vom Kampf in einer archaischen, mythologisch geprägten Welt handeln.
2001 wurde Battle Hymns als Silver Edition neu gemastert wiederveröffentlicht, eine Neuaufnahme des Debüts erschien 2010, trug jedoch den Titel Battle Hymns MMXI.
Reinhold Reither von Stormbringer bezeichnete Battle Hymns und die drei folgenden Manowar-Alben als solche, die „für die Ewigkeit geschaffen worden“ seien. Solche hätten „ihren ureigene[n], ihren ganz speziellen Charme, den man nie wieder so authentisch, so einzigartig wird reproduzieren können“. Lieder wie Metal Daze, Shell Shock und Manowar gelten als Klassiker.

## Trivia
- William’s Tale ist eine Adaption einer Melodie aus der Ouvertüre von Gioachino Rossinis Oper Guillaume Tell, die DeMaio auf dem E-Bass spielt.
- Die Thrash-Metal-Band Overkill hat das Lied Death Tone auf ihrem Album Coverkill aus dem Jahr 1999 gecovert.
- Die Power-Metal-Band Seven Witches hat das Lied Metal Daze auf ihrem Album Second War In Heaven aus dem Jahr 1999 gecovert.
- Die True-Metal-Band Majesty hat das Lied Battle Hymn auf ihrem Album Reign in Glory aus dem Jahr 2003 gecovert.

- Die Frankfurter Thrash-Metal-Band Tankard hat auf ihrem Album Disco Destroyer das Lied Fast Taker gecovert.
- Es existieren noch eine Handvoll MCs mit dem Bandnamen The Manowar. Dieser wurde dann in Manowar abgeändert. Die MC sollte eigentlich nie in dieser Form auf den Markt kommen.